# District de Fianarantsoa II
Le district de Fianarantsoa II est un ancien district de la région de Haute Matsiatra situé dans le centre-sud de Madagascar.
Il est divisé en trois districts en 2007 : District d'Isandra, Lalangina et Vohibato.